# Polyura clitiphon
Polyura clitiphon är en fjärilsart som beskrevs av Charles Oberthür 1891. Polyura clitiphon ingår i släktet Polyura och familjen praktfjärilar. Inga underarter finns listade i Catalogue of Life.